# Jean Dotto
Jean Dotto (Saint-Nazaire, 27 maart 1928 - Ollioules, 20 februari 2000) was een Frans wielrenner. Hij stond bekend onder de bijnaam 'de wijnboer van Cabasse', omdat hij in dat dorpje in de Var wijnboer was. Dotto's specialiteit was klimmen.
Tussen 1948 en 1963 was Dotto een renner die dicht op de grote kampioenen volgde. In 1955 won hij de Ronde van Spanje, zonder daarin zelf een etappe te winnen. In 1952 en 1960 schreef hij de Dauphiné Libéré op zijn naam. Dotto won verder vierentwintig wegkoersen, tijdritten en klimkoersen in het zuiden van Frankrijk. In de Ronde van Frankrijk was hij vele jaren een waardevolle deelnemer.

## Belangrijkste overwinningen
1952
- 3e etappe Dauphiné Libéré
- Eindklassement Dauphiné Libéré
- Mont Faron (tijdrit)

1953
- Mont Faron (tijdrit)

1954
- 19e etappe Ronde van Frankrijk
- Mont Faron (tijdrit)

1955
- 19e etappe Ronde van Italië
- Eindklassement Ronde van Spanje

1957
- Ronde van de Vaucluse

1960
- Eindklassement Dauphiné Libéré

1963
- Bergklassement Ronde van Romandië

## Resultaten in voornaamste wedstrijden
| Jaar | Ronde van Italië | Ronde van Frankrijk | Ronde van Spanje |
| ---- | ---------------- | ------------------- | ---------------- |
| 1950 |                  |                     |                  |
| 1951 |                  | 23e                 |                  |
| 1952 |                  | 8e                  |                  |
| 1953 |                  | opgave              |                  |
| 1954 |                  | 4e (1)              |                  |
| 1955 | 17e (1)          | opgave              | ↑                |
| 1956 | opgave           | 19e                 | opgave           |
| 1957 |                  | 10e                 | 13e              |
| 1958 |                  | opgave              |                  |
| 1959 |                  | 15e                 |                  |
| 1960 |                  | 35e                 |                  |
| 1961 |                  | 8e                  | opgave           |
| 1962 |                  | 58e                 |                  |
| 1963 |                  | 28e                 |                  |

| Jaar | Milaan-San Remo | Ronde van Lombardije | Parijs-Tours |
| ---- | --------------- | -------------------- | ------------ |
| 1950 |                 | 17e                  |              |
| 1951 |                 |                      |              |
| 1952 |                 |                      |              |
| 1953 |                 |                      |              |
| 1954 |                 |                      |              |
| 1955 | 17e             |                      |              |
| 1956 |                 |                      |              |
| 1957 |                 |                      |              |
| 1958 |                 |                      |              |
| 1959 |                 | 96e                  |              |
| 1960 |                 | 65e                  | 86e          |
| 1961 |                 |                      |              |
| 1962 |                 |                      |              |
| 1963 |                 |                      |              |